# Aegiphila sordida
Espèce
Statut de conservation UICN

 LC  : Préoccupation mineure
Aegiphila sordida  est une espèce de plantes du genre Aegiphila de la famille des Lamiaceae.